# Athens PC
Athens PC是微软于WinHEC 2003上推出的一款概念型个人电脑，由微软和惠普联合开发，这是基于两家公司于2002年在COMDEX上联合推出的另一款概念产品“Agora PC”的基础之上改进而来的产品。在这款概念产品所配的23吋宽屏液晶显示器两旁，分别布有一个电话话筒和一个用于视频通话的摄像头，为了减少用户桌面的线缆，Athens PC配有蓝牙鼠标和使用无线射频技术链接的键盘，且主机只使用一根线同时为显示器传输电源和数据，其键盘可于停靠在显示器底座时通过底座充电。用户可以通过键盘上的应答键接收到从配设的电话上无线传输到Athens PC上的来电。为了使Athens PC能够具有即时可用性，其被设计为可在两秒钟内从待机模式中唤醒，同时其在待机模式下仍可接收到来电。Athens PC是微软为他们当时仍然在开发的下一代Windows而设计的。据微软所称，Athens PC的目标是打造一个具有多设备互通性和集成性的“通信和协作中心”，以适应下一代声音、视像和文字通信方式。虽然比尔·盖茨曾在此前评价竞争对手苹果所推出的iMac G3的设计“只在色彩方面暂时领先”，但《连线》杂志和《纽约时报》都在报导中评价Athens PC在许多方面上都有抄袭苹果在新款Mac上的设计的嫌疑。

## 引用
1. 1 2  Markoff, John. . The New York Times. 2003-05-12  [2024-07-03]. ISSN 0362-4331 （美国英语）.
2. ↑  . ZDNET.   [2024-07-03] （英语）.
3. ↑  . Stories. 2003-05-06  [2024-07-03] （美国英语）.
4. ↑  Lendino, Jamie. . 2022-11-20 （美国英语）.
5. ↑  Lettice, John. . The Register. 2003-05-08 （英语）.
6. ↑  . 美国之音. 2003-05-16  [2024-07-03] （中文）.
7. ↑  admin. . CIO Update. 2003-05-06  [2024-07-03] （美国英语）.
8. ↑  Press, MATTHEW FORDAHL Associated. . Spartanburg Herald Journal.   [2024-07-03] （美国英语）.
9. 1 2  . Microsoft. 2005-04-25  [2024-07-03]. （原始内容存档于2014-09-08） （美国英语）.
10. ↑  Mook, Nate. . BetaNews. 2003-05-06  [2024-07-03]. （原始内容存档于2016-01-04） （英语）.
11. ↑  Kanellos, Michael. . CNET. 2003-05-19  [2024-07-03]. （原始内容存档于2023-08-14） （英语）.
12. ↑  Shandor, John. . HPCwire. 2003-05-02  [2024-07-03]. （原始内容存档于2021-04-28） （美国英语）.
13. ↑  Delio, Michelle. . Wired. ISSN 1059-1028 （美国英语）.